# Будапештская инициатива открытого доступа
Будапе́штская инициати́ва откры́того до́ступа (англ. The Budapest Open Access Initiative, BOAI, БИОД) — принятая в 2002 году инициатива, определившая понятие открытый доступ (ОД) и обозначившая основные стратегии для его достижения. Будапештская инициатива определяет ОД как бесплатный доступ к научной литературе, осуществляемый через интернет и позволяющий любому пользователю читать, загружать, копировать, распространять, распечатывать, искать или ссылаться на полные тексты работ при отсутствии любых финансовых, правовых и технических ограничений. Единственным возможным ограничением на распространение и воспроизведение работ является право автора на контролирование целостности текста, а также обязательное указание авторства при использовании и цитировании. Помимо этого, БИОД выступает за установление единого стандарта системы лицензирования посредством введения открытых лицензий для всех исследований, финансируемых на средства государства. По состоянию на начало апреля 2021 года, декларацию подписали 976 организаций и 6141 частных пользователей.

## Предпосылки

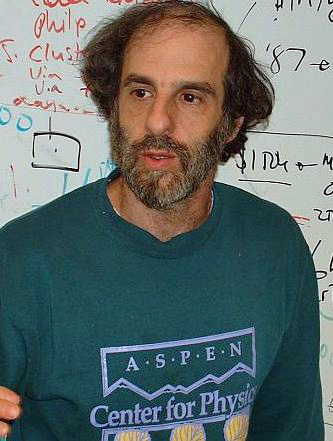
Основатель arXiv.org Пол Гинспарг в 2006 году

Принятие Будапештской инициативы в 2002 году считается отправной точкой движения за открытый доступ. Однако дебаты о кризисе в сфере производства научного знания начались ещё в середине XX века, когда отдельные исследователи начали критиковать журнальную систему публикаций, по которой исследователи бесплатно передавали авторские права научным издательствам. Взамен, издания прятали работы за пейволламии и продавали к ним доступ через систему институциональных подписок. Таким образом, большинство научных работ не были доступны общественности, а годовая стоимость подобных подписок могла достигать 40 000 долларов США. В 1970-е годы университетские библиотеки по всему миру стали отмечать непропорционально быстрый рост цен на институциональные подписки. Частично это произошло из-за введения наукометрической системы Юджина Гарфилда, в частности, импакт-фактора — численного показателя цитируемости статей, опубликованных в отдельном научном журнале. К 1990-м годам учёные, библиотекари и представители научных учреждений по всему миру стали выступать за предоставление бесплатного доступа к научным работам. Если мотивацией для учёных служило желание быстрого распространения научных статей и получение доступа к публикациям коллег, то библиотекари и отдельные учреждения были заинтересованы в отмене платы за подписку в целях экономии бюджета.
Первые попытки создания открытых научных порталов относятся к началу 1990-х годов. Так, в 1991-м физик Пол Гинспарг создал сайт arXiv.org, со временем ставший одним из крупнейших онлайн репозиториев научных статей и препринтов по физике, информатике и математике. Когда Гинспарг начал работать в Корнеллском университете, управление архивом перешло к библиотеке университета. В 1998 году на основе ArXiv.org был основан международный альянс научных библиотек, начавший издавать собственные журналы согласно принципам ОД. На апрель 2021-го годовой бюджет портала составлял около 500 000 долларов США. В 1999 году британская компания BioMed Central запустила первые журналы открытого доступа по геномной биологии. В это же время лауреат Нобелевской премии по физиологии и медицине Харолд Вармус и его коллеги биохимик Стэнфордского университета Патрик Браун и Майкл Эйзен инициировали создание онлайн-петиции к учёным с просьбой прекратить публикацию своих работ в научных журналах, которые не открывают доступ к статьям сразу после публикации или не позднее 6 месяцев после выхода. Впоследствии исследователи получили грант в $9 млн от Фонда Гордона и Бетти Мур (Gordon and Betty Moore Foundation) и основали некоммерческую организацию Public Library of Science (PLOS). В 2003 году PLOS инициировала создание первых журналов ОД, предоставляющих свободный доступ к материалам через интернет через систему платы за публикацию работы, по которой автор или его грантодатель самостоятельно оплачивают связанные с публикацией расходы, после чего работа сразу публикуется в открытом доступе. По состоянию на 2021 год, журнал PLOS One является одним из самых крупных рецензируемых журналов и распространяет работы в соответствии с лицензией Creative Commons.
Философия движения основывается на сформулированных социологом Робертом Мертоном взглядах на открытое общество, важной частью которых являлась открытая наука. Помимо этого, на развитие движения повлияло повсеместное внедрение интернета, который позволил авторам произведений бесплатно загружать и распространять тексты. В то время под открытым доступом к научным публикациям понимался бесплатный доступ к литературе.

## Принятие

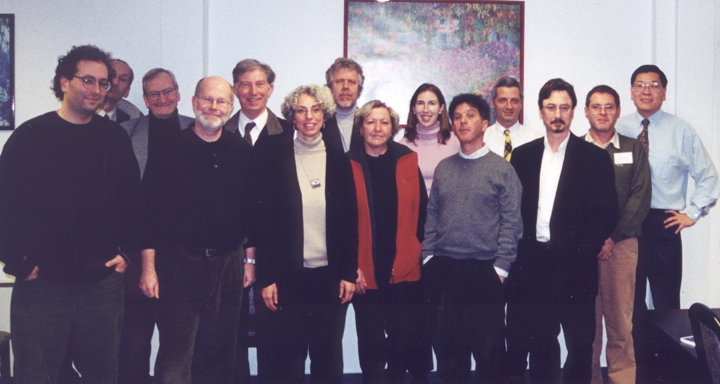
Участники первой конференции в Будапеште, 2001 год

В начале 2000-х годов инвестор и филантроп Джордж Сорос инициировал Science Journal’s Donation Program (с англ. — «Программа пожертвований научным журналам») — проект, предоставляющий печатные копии научных журналов академиям наук и университетам Центральной и Восточной Европы, а также странам бывшего Советского Союза. Сотрудники созданного Соросом в 1993 году Института «Открытое Общество» (OSI) работали с издателями для получения скидок на печатные копии журналов и отправки их за границу. Одной из целью OSI являлась развитие открытого общества через поддержку развития образования, а также экономические, социальные и юридические реформы}.
1-2 декабря 2001 года сотрудники OSI организовали конференцию ведущих специалистов по научным публикациям и архивированию работ для обсуждения потенциальных путей внедрения принципов открытого доступа. Главной целью встречи стало определение стратегий и составление единого плана действий. Другой повесткой встречи стал вопрос о том, как ресурсы OSI могут быть использованы для внедрения ОД в научных работах.
По итогу встречи участники сформулировали определение «открытого доступа» и определили основные принципы понятия, а также обязательства организаций, желающих их внедрить. Декларация была опубликована 14 февраля 2002 года.

## Определение
БИОД впервые дала расширенное определение понятию «открытый доступ» и определила стратегии по его достижению:

Мы предлагаем осуществить через Интернет свободный доступ к литературе, которую ученые предоставляют обществу без требования финансового вознаграждения. Прежде всего это касается журнальных статей, получивших экспертную оценку, но может также включать в себя и любые нерецензированные препринты, которые авторы хотели бы поместить в Интернете, чтобы получить комментарии или сообщить коллегам о важных научных открытиях. Существуют различные виды и степени более широкого и простого доступа к этой литературе. Под «открытым доступом» к ней мы подразумеваем открытые для всех публикации в Интернете, которые можно читать, разгружать, копировать, распространять, распечатывать, находить или присоединять к полным текстам соответствующих статей, использовать для составления указателей, вводить их как данные в программное обеспечение или использовать для других законных целей при отсутствии финансовых, правовых и технических преград, за исключением тех, которые регулируют доступ к собственно Интернету. Единственным ограничением на воспроизводство и распространение публикаций и единственным условием копирайта в этой области должно быть право автора контролировать целостность своей работы и обязательные ссылки на его имя при использовании работы и её цитировании.
Оригинальный текст (англ.)By "open access" to this literature, we mean its free availability on the public internet, permitting any users to read, download, copy, distribute, print, search, or link to the full texts of these articles, crawl them for indexing, pass them as data to software, or use them for any other lawful purpose, without financial, legal, or technical barriers other than those inseparable from gaining access to the internet itself. The only constraint on reproduction and distribution, and the only role for copyright in this domain, should be to give authors control over the integrity of their work and the right to be properly acknowledged and cited.

Будапештская инициатива определяет ОД как бесплатный доступ к научной литературе, осуществляемый через интернет и позволяющий любому пользователю читать, загружать, копировать, распространять, распечатывать, искать или ссылаться на полные тексты работ при отсутствии любых финансовых, правовых и технических ограничений. Единственным возможным ограничением на распространение и воспроизведение работ является право автора на контролирование целостности своей работы, а также обязательное указание авторства работы при использовании и цитировании. Помимо этого, БИОД выступает за установление единого стандарта через введение системы открытых лицензий для всех исследований, которые были профинансированы государственными грантами. Данное определение ОД считается общепринятым.
БИОД подразумевает доступ к литературе через интернет по той причине, что по сравнению с традиционными «бумажными» копиями, онлайн-формат не требует затрат на физическое хранение и распространение литературы. При этом не все бесплатные цифровые работы находятся в открытом доступе, так как не каждый владелец даёт согласие на распространение данных следуя требованиям, определённым Будапештской инициативой. Отсутствие указания об авторском праве на работу не означает, что цифровой документ находится в свободном доступе. Коллекции теневых библиотек также не находятся в ОД, определённом Будапештской инициативой, поскольку администраторы пиратских порталов не регламентируют лицензионные ограничения и не спрашивают разрешения у авторов на распространение их произведений.

## Стратегии

Логотип Public Library of Science (PLOS), 2020

### Золотой путь
Будапештская инициатива открытого доступа предлагает ряд стратегий или путей, которым редакторы могут следовать для перехода к открытому доступу. Эти стратегии созданы специально для издателей коммерческих журналов, доход которых формируется за счёт продажи институциональных подписок. Согласно БИОД, традиционная система академических публикаций может быть заменена альтернативными бизнес-моделями — созданием журналов открытого доступа («золотой путь») и самоархивированием работ («зелёный путь»).
При «золотом пути» работы сразу становятся доступными общественности через публикацию в специализированных журналах открытого доступа. При этом грантодатели или работодатели заранее оплачивают журналу все соответствующие затраты на публикацию. Стоимость публикации в журнале ОД может достигать нескольких тысяч долларов США, при этом исследователи сохраняют авторские права и имеют право выбора типа свободной лицензии. В период с 2012 по 2018 год крупнейшее научное издательство Springer Nature опубликовало по «золотому пути» почти 28 000 статей. Одними из самых крупных изданий ОД являются семейство журналов Public Library of Science (PLOS). Статьи PLOS распространяются по открытой лицензии CC-BY и индексируются внешними поисковыми системами, в то время как сами работы представлены в формате HTML. Исследователи сохраняют авторское право на статьи и оставляют себе право выбрать коммерческую или некоммерческую лицензию.
Одним из самых главных недостатков «золотого пути» является высокая цена на публикацию, которая может достигать нескольких тысяч долларов США. При этом реальный шанс на открытую публикацию статьи учёный может получить лишь посредством гранта или другого стороннего финансирования, к которому исследователи из развивающихся стран зачастую не имеют доступа.

### Зелёный путь
«Зелёный путь» или самоархивирование подразумевает публикацию работ в традиционных коммерческих научных журналах c одновременным размещением в открытых источниках — крупных тематических (например, arXiv.org или PubMed Central) или институциональных репозиториях, а также на личных сайтах авторов. На время принятия БИОД «зелёный путь» воспринимался как наиболее эффективный, выгодный и демократичный способ перехода к новым видам публикации, поскольку не предполагал резкого изменения издательской бизнес-модели. Статьи размещаются в репозиториях как в виде препринтов, так и уже опубликованных версий.
Одним из главных недостатков «зеленого пути» является ограничения, налагаемые издательствами на авторов — так называемое «эмбарго» или период, во время которого исследователям запрещено публиковать статьи в альтернативных источниках. Как правило, длительность эмбарго составляет 12 месяцев. Несмотря на то, что уже на 2013-й около 70 % журналов поддерживали практики самоархивирования, в оставшиеся 30 % попадали престижные научные журналы с высоким импакт-фактором. Другой проблемой «зелёного» пути является децентрализованность большинства репозиториев — отсутствие единого каталога или поисковой системы, что значительно затрудняет пользователям поиск нужной литературы. Одной из инициатив по преодолению этой проблемы стала неформальная организация Open Archives Initiative, работавшая над разработкой общего протокола для поиска метаданных, тем самым объединяя различные репозитории. Это особенно помогало исследователям из развивающихся стран, чьи работы оказались включены во всемирные научные библиотеки.

### Открытые лицензии
Согласно определённым Будапештской инициативой принципам, открытые лицензии должны быть приняты в качестве стандарта для публикации всех результатов научных исследований, выполняемых за счёт налогоплательщиков. Для этого БИОД рекомендовала использовать лицензию «С указанием авторства» (аналог лицензии Creative Commons Attribution или CC BY), разрешающую редактирование, распространение, исправление и использование произведения. При этом грантодателям рекомендовалось заранее планировать бюджет таким образом, чтобы авторы могли публиковать свои работы в журналах открытого доступа.

## Подписи
Изначально инициативу подписали 16 лидеров движения открытого доступа со всего мира:
- Лесли Чан[англ.] из Bioline International[англ.]
- Дариус Куплинскас, Мелисса Хагеманн, Рима Киприоте, Иштван Рев[англ.] из Института «Открытое общество»
- Майкл Айзен[англ.] из Public Library of Science
- Фред Френд из Университетского колледжа Лондона
- Яна Генова из Next Page Foundation
- Жан Клод Гуедон[англ.] из Монреальского университета
- Стивен Харнад[англ.] из Саутгемптонского университета
- Рик Джонсон из Коалиции академических ресурсов и научных знаний
- Манфреди Ла Манна из Electronic Society for Social Scientists
- Моника Сегберт из Electronic Information for Libraries[англ.]
- Сидней де Суза из Music Canada и Bioline International
- Петер Субер из Earlham College[англ.] и The Free Online Scholarship Newsletter
- Ян Велтероп[англ.] из BioMed Central[англ.]

По состоянию на начало апреля 2021 года, декларацию подписали 976 организаций по всему миру.

## Финансирование
Вопрос о том, кто должен нести ответственность за оплату публикации исследования, стал одним из центральных в спорах вокруг Будапештской инициативы открытого доступа. Традиционно оплата институциональных подписок ложилась на бюджеты библиотек, которые при поднятии цен были вынуждены либо больше платить, либо отменять подписки, лишая таким образом исследователей доступа к научным работам. В свою очередь БИОД предложила альтернативную систему, по которой университеты, правительства или грантодатели будут финансировать новые журналы открытого доступа. По этой системе, автор изначально размещает статью в репозитории (и она моментально становится доступной читателю), а затем посылает её в журнал ОД. При получении положительных рецензий в размещённом в репозитории варианте проставляется ссылка на публикацию в журнале, что подтверждает качество работы.
Наличие платы за публикацию статьи является основной причиной для критики принципов БИОД. Так, в 2019 году Ассоциация университетов Европы провела опрос среди 260 университетов 32 европейских стран, который показал, что из-за системы платных публикации в журналах открытого доступа открытая наука не является приоритетной стратегией развития большинства университетов.

## Роль фондов «Открытое Общество»
В 2002 году Джордж Сорос объявил о выделении 3 млн долларов Институту «Открытое Общество» на развитие программ по предоставлению бесплатного доступа к научным и академическим исследованиям. Инициатива была направлена на помощь исследователям, которые захотят создать свою альтернативу коммерческим журналам. К июню 2004 года OSI потратил 1 299 018 долларов на поддержку проектов открытого доступа, соответствующих принципам БИОД. В их число вошли: Справочник журналов открытого доступа (DOAJ) и соответствующее открытое программное обеспечение; руководство по бизнес-планированию для журналов, желающих перейти к модели ОД; руководство по запуску нового журнала открытого доступа. DOAJ был разработан Лундским университетом и по состоянию на апрель 2021 года содержит данные о журналах ОД из 125 стран, в общей сложности насчитывая 16 182 изданий и 5 900 777 статей. Помимо этого, OSI активно распространял информацию о преимуществах открытого доступа к научному знанию и получению соответствующих грантов, занимался организацией международных конференций и семинаров для повышения общей осведомлённости, предоставлял гранты на поддержку авторов из развивающихся стран и на создание институциональных репозиториев. К другим проектам Института относятся Open Access News, возглавляемый Питером Субером, отдельные инициативы Коалиции академических ресурсов и научных изданий по разработке The Alliance for Taxpayer Access — коалиции групп пациентов, врачей, исследователей, образовательных учреждений, издателей и организаций по укреплению здоровья, которые поддерживают безбарьерный доступ к исследованиям, финансируемым налогоплательщиками.

## Обновление 2012 года
В сентябре 2012 года в Будапеште была проведена повторная встреча участников конференции, приуроченная к 10-летию подписания инициативы. Центральной задачей мероприятия стало обсуждение основополагающих принципов декларации в контексте достижений движения за последние годы и внедрения ОД в странах с развивающейся и переходной экономикой. По итогам встречи был опубликован новый документ «Десять лет спустя Будапештской инициативы открытого доступа» (Budapest Open Access Initiative, 2012), в котором участники подтвердили изначально утверждённые стратегии «золотого» и «зелёного» путей. Также они представили новые рекомендации на следующие десять лет по использованию политики открытого доступа учреждениями, лицензированию контента открытого доступа, устойчивости, координации инициатив и продвижению систем ОД. В рекомендациях также содержится призыв к правительству и грантодателям о введении требований к публикации финансируемым ими исследованиям в открытом доступе, а также к сотрудничеству и взаимодействию с другими движениями, выступающими за открытые образовательные ресурсы и открытое государство.

## Статистика
БИОД оказала существенное влияние на внедрение принципов открытого доступа по всему миру. Так, только за 2017—2018 годы количество рецензируемых журналов ОД увеличилось на 17 %. По сравнению с 2012 годом в 2016-м году в Великобритании стало на 13 % больше публикаций ОД, в то время как количество грантодателей, включающих требования об ОД в описание грантов, выросло на 15 %. По сравнению, в США аналогичные показатели за этот же период составили 5 % и 6 % соответственно. По состоянию на 2020-й, около 31 % всех журнальных статей доступны в ОД, на них приходится 52 % всех просмотров научных работ. По оценкам исследователей, к 2025 году 44 % научных публикаций будут в открытом доступе, на них будут приходиться 70 % от всех просмотров. На апрель 2021 года, Справочник журналов открытого доступа насчитывает 16 182 изданий открытого доступ и 5 900 777 статей, при этом количество открытых репозиториев составляет более 4,5 тысяч. Импакт-факторы ведущих открытых журналов PLOS Biology и New Journal of Physics составляют около 10 — показатель уровня ведущих научных журналов.
Сегодня открытый доступ находится в авангарде дискуссий о научных коммуникациях в цифровую эпоху. Открытый доступ преподаётся в университетах, обсуждается в парламентах, приветствуется и, наоборот, противодействуется издателями и, что наиболее важно, санкционирован более чем 300 исследовательскими организациями и учреждениями, включая крупнейшего спонсора исследований в мире — Национальные институты здравоохранения США. Этот рост популярности становится тем более примечательным, если учесть, насколько амбициозной была Будапештская инициатива открытого доступа (BOAI), которая стремилась изменить отрасль с оборотом 8 миллиардов долларов. Немногие, помимо первоначальных участников BOAI, разделяли видение того, что изменения возможны.Мелисса Хагеманн, Программный менеджер Инициативы открытого доступа при Институте открытого общества
При этом инициированное БИОД движение за открытый доступ критикуется за слишком медленное осуществление озвученных принципов. Так, на 2017 год только 15 % научных публикаций размещены в открытом доступе, в то время как с 2002 по 2017 цены на подписку выросли на 60 %.

## Последующие декларации
Основные идеи и принципы Будапештской инициативы были впоследствии дополнены в двух последующих декларациях — Бетесдском заявлении об открытом доступе к публикациям и Берлинской декларации. Все три инициативы являются основополагающими для определения основных принципов открытого доступа и путей его достижения.

### Бетесдское заявление об открытом доступе к публикациям
В апреле 2003 года Медицинский институт Говарда Хьюза организовал встречу представителей академических организаций, научных сообществ и библиотек для осмысления роли Будапештской инициативы и дальнейшего развития движения за открытый доступ в сфере биомедицины с точки зрения финансирующих организаций. В результате было опубликовано Бетесдское заявление об открытом доступе к публикациям, дополняющее основные принципы БИОД. В составлении заявления принимали участие представители таких организаций как Институт открытого общества, Монреальский университет, Медицинская школа Стэнфордского университета, Юридический факультет Гарвардского университета, Американское общество клеточной биологии, Общество генетиков Америки, Библиотека Конгресса, Общество Макса Планка. Также в заявлении было установлено два условия для того, чтобы публикация понималась как находящаяся в ОД. Первый — это разрешение автора, дающее пользователям лицензию на копирование, использование, распространение, передачу, отображение, а также создание и распространение производных работ. Второе — немедленная подача копии публикации в онлайн-цифровой репозиторий научно-исследовательского института или организации, чтобы она соответствовала стандартам совместимости и сохранности. Также Бетесдское заявление предложило введение специализированных обозначений в библиотечных каталогах и базах данных для тех журналов, которые приняли принципы ОД.

### Берлинская декларация об открытом доступе к знаниям в области естественных и гуманитарных наук
Берлинская декларация об открытом доступе к знаниям в области естественных и гуманитарных наук (Berlin Declaration Open access to knowledge in the sciences and humanities) была выпущена в октябре 2003 года по итогам конференции в Берлине, организованной Обществом Макса Планка. На мероприятии присутствовали представители одних из крупнейших международных академических организаций. Декларация подтверждала положения, принятые в Будапештской и Бетесдской декларациях, а также предлагала практические пути по внедрению принципов ОД, включая предоставление финансирования исследователям и стипендиатам для публикации работ в ОД, продвижение идей среди организаций, которые работают в просветительской сфере, а также содействие юридическим и финансовым аспектам политики открытого доступа.

## Влияние

### Развитие движения
Принятие Будапештской инициативы привело к внедрению принципов открытого доступа во многих фондах и учреждениях по всему миру. Первым из них в 2002—2003 годах стал Wellcome Trust. В 2004 году Билефельдский университет запустил BASE — поисковую систему, составляющую базу данных из документов открытого доступа, по состоянию на 2017 год она содержала более чем 100 млн документов из примерно 5 тысяч источников. В этом же году Австрийский научный фонд начал внедрять политику открытого доступа. В 2006 году Ноттингемский университет вместе с Лундским университетом создали сайт OpenDOAR, перечисляющий репозитории открытого доступа. В 2007 в Констанце состоялась первая ежегодная конференция Open-Access-Tage (Дни Открытого Доступа), а Европейская комиссия впервые приняла программный документ по открытому доступу. Спустя год Национальные институты здравоохранения США установили требование, по которому все исследования, финансируемые за счёт налогоплательщиков, должны быть «открыты». В период с 2010-го по 2015 год были созданы новые сети онлайн-репозиториев, в том числе Zenodo, Directory of Open Access Books, OAPEN (Open Access in European Networks). Принципы открытого доступа приняты в ЮНЕСКО, ВОЗ, Европейской комиссии.

### Развивающиеся страны
Создатели БИОД и сторонники открытого доступа утверждают, что одной из основополагающих целей движения является равный доступ к научному знанию. Одной из главных причин неравенства является недостаточное финансирование исследований в развивающихся странах, из-за чего учёные вынуждены полагаться на государственный бюджет, который, как правило, ежегодно сокращается или не успевает за инфляцией. Принятие БИОД и деятельность Института «Открытое общество» способствовали распространению бумажных и цифровых копий научных журналов среди университетов Центральной Азии, и Восточной Европы, и постсоветского пространства.
Хотя многие исследователи из развивающихся стран не могут себе этого позволить, к 2019-му всё равно больше всего открытых публикаций в странах с низким уровнем дохода. Это связано с поддержкой грантодателями инициатив, направленных на помощь ученым в оплате платы за ОД.

### Издательский бизнес
Публикация Будапештской инициативы вызвала волну критики со стороны научных издательств, получающих прибыль за счёт продажи институциональных подписок. Так, британская Ассоциация научных и профессиональных издателей (ALPSP) назвала БИОД «Будапештским манифестом» и заявила, что Институт «Открытое общество» должен взять на себя полную ответственность за субсидирование этой инициативы.
Мы убеждены, что все научные организации будут плохо обслуживаться данной инициативой, продвигающей систематическое институциональное архивирование журналов без наличия жизнеспособной альтернативной модели для финансирования публикаций этих работ. Это может подорвать формальный издательский процесс, который ценят эти организации.Салли Моррис из Ассоциации научных и профессиональных издателей (ALPSP)
Однако осенью 2002 года в прошёл первый из трёх совместных лондонских семинаров ALPSP и Института «Открытое общество», на котором представители организаций обсудили внедрение принципов открытого доступа в издательское дело, например, гибридную модель. С запуском и распространением журналов открытого доступа многие издатели решили пересмотреть свои бизнес-стратегии. В 2008 году одно из крупнейших издательств Springer даже выкупило BioMed Central. Помимо этого, многие издательства начали принимать так называемую гибридную модель публикации — автор публикуется в традиционных подписных журналах, однако редакция предоставляет учёным возможность открытого доступа за оплату связанных с публикацией расходов. В таком случае издательство не теряет прибыль и при этом предоставляет право выбора. При этом неоплаченные работы по-прежнему остаются «закрытыми». Впервые гибридная модель была предложена Springer в 2004 году, а начиная с 2010-х годов её внедрили большинство издательств. В 2017-м около 53 % статей британских учёных в открытом доступе были опубликованы в журналах открытого доступа, а остальные 47 % — в гибридных.

### Политика
Принципы БИОД легли в основу большинства инициатив Европейского союза по внедрению открытого доступа. Начиная с 2006 года Европейская комиссия рекомендует финансирующим агентствам обеспечивать доступность научных публикаций через архивы открытого доступа или финансирование публикации в журналах ОД. В 2007 году принципы БИОД вошли в семилетнюю программу «Горизонт 2020», которая впервые обязала публиковать в открытом доступе все исследования, финансируемые Европейским союзом.
В 2018 году было создано «cOAlition S» — объединение 11 научных европейских фондов, запустивших инициативу по радикальному внедрению принципов открытого доступа. Коалиция создала так называемый «План S»: он подразумевал радикальный переход к принципам ОД к 2020 году, обязав публиковать в журналах открытого доступа профинансированные государственными и частно-государственными фондами Европы статьи, используялицензию CC Attribution. Согласно Плану S, учёные и университеты будут освобождены от платы за публикацию, поскольку все расходы возьмут на себя участники «cOAlition S». Радикальность плана заключается в том, что он подразумевает публикацию только в журналах открытого доступа, призывая к бойкоту «гибридных» изданий. Впоследствии Всемирная организация здравоохранения, Wellcome Trust, Фонд Билла и Мелинды Гейтс, а также 17 европейских национальных спонсоров присоединились к инициативе. В 2019 году старт проекта был назначен на 2021 год.
В 2018 году Швейцария заняла первое место среди европейских стран по числу национальных(?) научных исследований, опубликованных в открытом доступе (39 %).. На втором и третьем месте оказались Эстония и Хорватия, с примерно 30 % открытыми научными данными.
Россия поддержала принятие Будапештской инициативы, однако по состоянию на 2021 год принципы ОД не были системно внедрены. В 2015 году создатели научной библиотеки «КиберЛенинка» и Ассоциации «Открытая наука» опубликовали петицию, предлагающую размещение научных исследований, финансируемых государством, в открытом доступе и под открытой лицензией для повышение прозрачности науки и сокращения нерациональных затрат на неё. Петиция также призывала закрепить законодательно термин «открытый доступ» в соответствии с его определением по Будапештской инициативе.
В 2005 Верховная Рада Украины рекомендовала сделать обязательными публикации открытого доступа результатов научных исследований, выполненных за счёт государственного бюджета. Вслед за этим была сформирована Национальная сеть репозитариев открытого доступа, в которую вошло 10 учреждений.
В 2021 году в Армении был запущен проект National Open Access Desk (NOAD), целью которого стала помощь исследователям в публикации работ и интеграция результатов их исследований в общеевропейскую инициативу OpenAIRE.
В 2006 году в США был принят Закон о публичном доступе к результатам научных работ (Federal Research
Public Access Act 2006)), постановивший обязательную публикацию в открытом доступе всех работ, которые были профинансированы 11 крупнейшими правительственными агентствами правительства США, включая Национальные институты здравоохранения США и Национальный научный фонд.
В 2015 году Национальный научный фонд принял дополнительные меры, обязывающие грантополучателей выкладывать свои работы в открытые репозитории. При поддержке государства фонд планирует развивать крупные предметные и институциональные ОД-репозитории с различными моделями финансирования, а также создавать новые.